# Warrior's Dance
«Warrior's Dance» es el vigésimo sencillo lanzado por la banda británica de música electrónica The Prodigy el 11 de mayo de 2009, y es el segundo sencillo comercial del álbum Invaders Must Die después de «Omen» y el sencillo «promocional gratuito» del mismo nombre del álbum.
El coro de la pista es un sample de «Take Me Away» de Final Cut, un proyecto musical integrado por Anthony Srock y Jeff Mills con las voces de Bridgett Grace (True Faith). También contiene muestras de «Let the Warriors Dance» de Addis Posse.
El sencillo digital se lanzó el 17 de abril en Australia, exclusivamente en iTunes, aunque también está disponible solo la versión «Edit» sin ninguno de los remixes. Cuando se lanzó en iTunes Australia, la canción se tituló incorrectamente y la descarga era en realidad una canción de Placebo. Sin embargo, este problema se solucionó más adelante.
La canción alcanzó el puesto número 9 en la lista de sencillos del Reino Unido.
La canción también apareció en la banda sonora del videojuego Colin McRae: DiRT 2.

## Remixes
Se vendieron tres versiones remix de «Warrior's Dance» en la propia tienda de The Prodigy, como descargas digitales en formato MP3. Un remix adicional es exclusivo de iTunes.

## Lista de canciones
| Sencillo CD |                                         |          |  |
| N.º         | Título                                  | Duración |  |
| 1.          | «Warrior's Dance» (edit)                | 2:55     |  |
| 2.          | «Warrior's Dance» (South Central remix) | 5:40     |  |

| Vinilo 12" |                                         |          |  |
| N.º        | Título                                  | Duración |  |
| 1.         | «Warrior's Dance» (Benga remix)         | 4:45     |  |
| 2.         | «Warrior's Dance» (South Central remix) | 5:40     |  |

| Descarga digital |                                             |          |  |
| N.º              | Título                                      | Duración |  |
| 1.               | «Warrior's Dance» (edit)                    | 2:55     |  |
| 2.               | «Warrior's Dance» (Album Version)           | 5:13     |  |
| 3.               | «Warrior's Dance» (South Central remix)     | 5:40     |  |
| 4.               | «Warrior's Dance» (Benga remix)             | 4:45     |  |
| 5.               | «Warrior's Dance» (Kicks Like A Mule remix) | 5:09     |  |

| iTunes |                                                            |          |  |
| N.º    | Título                                                     | Duración |  |
| 1.     | «Warrior's Dance» (edit)                                   | 2:56     |  |
| 2.     | «Warrior's Dance» (album version)                          | 5:14     |  |
| 3.     | «Warrior's Dance» (South Central remix)                    | 5:41     |  |
| 4.     | «Warrior's Dance» (Benga remix)                            | 4:46     |  |
| 5.     | «Warrior's Dance» (Future Funk Squad's 'Rave Soldier' mix) | 5:33     |  |
| 6.     | «Warrior's Dance» (Kicks Like A Mule remix)                | 5:10     |  |

## Video musical
El video musical fue publicado en la página de Myspace y YouTube de la banda el 3 de abril de 2009, luego de ser pospuesto de una transmisión exclusiva en Channel 4 la semana anterior. Fue dirigido por Corin Hardy.
Presenta una mezcla de títeres y animación en volumen, con tres paquetes de cigarrillos humanoides marcados con varios logotipos de The Prodigy (que representan a los tres miembros de la banda) que inician una rave en miniatura dentro de un pub con otros paquetes de cigarrillos, lo que finalmente provoca un incendio encima de una mesa. Las tres cajas de cigarrillos que representan a los Prodigy escapan del lugar, dejando que el resto de los paquetes de cigarrillos danzantes continúen ardiendo. Un hombre entra al pub para 'abrir' a la mañana siguiente, desconcertado al encontrar todos los restos de cartón quemado. Las cajas de cigarrillos contienen el mensaje «Fumar es perjudicial para la salud» en ucraniano («Куріння шкодить вашому здоров'ю»)
En 2009 el videoclip ganó el premio Rushes al «Mejor video musical».

## Posicionamiento en listas
| Lista (2009)                          | Mejor posición |
| ------------------------------------- | -------------- |
| Alemania (Offizielle Deutsche Charts) | 64             |
| Austria (Ö3 Austria Top 40)           | 54             |
| Escocia (Scottish Singles Chart)      | 6              |
| Estados Unidos (Dance Singles Sales)  | 7              |
| Irlanda (IRMA)                        | 44             |
| Reino Unido (UK Dance Chart)          | 1              |
| Reino Unido (UK Singles Chart)        | 9              |

| País        | Lista (2009)            | Posición |
| ----------- | ----------------------- | -------- |
| Reino Unido | Official Charts Company | 87       |

## Certificaciones
| País        | Certificación | Ventas  |
| ----------- | ------------- | ------- |
| Reino Unido | Oro           | 400 000 |